# حوض المسيسيبي

خريطة لمنطقة حوض الميسيسيبي

حوض نهر المسيسيبي هي منطقة في جنوب ووسط الولايات المتحدة وجزء من سهل المسيسيبي الرسوبي، كما إنه امتداد للرواسب النهرية لدلتا نهر المسيسيبي عندما يجتمع مع نهر أوهايو في القاهرة في إلينوي.
الحوض عبارة عن حوض رسوبي منخفض مملوء برواسب العصر الطباشيري حتى الفترة الحالية. الجزء الشمالي يظهر على شكل تكسرات غريبة ذات تكوينات جيولوجية شبيهة بالتكوينات الموجودة في المنطقة المحيطة و صخور رسوبية تعود للحقبة الأولية في منطقة غرب كنتاكي و تينيسي وشرق ميزوري و أركنساس.

## معرض صور

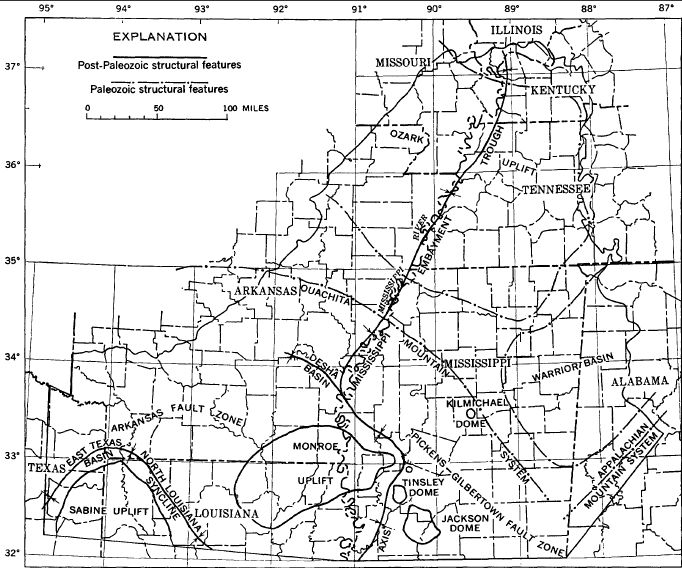
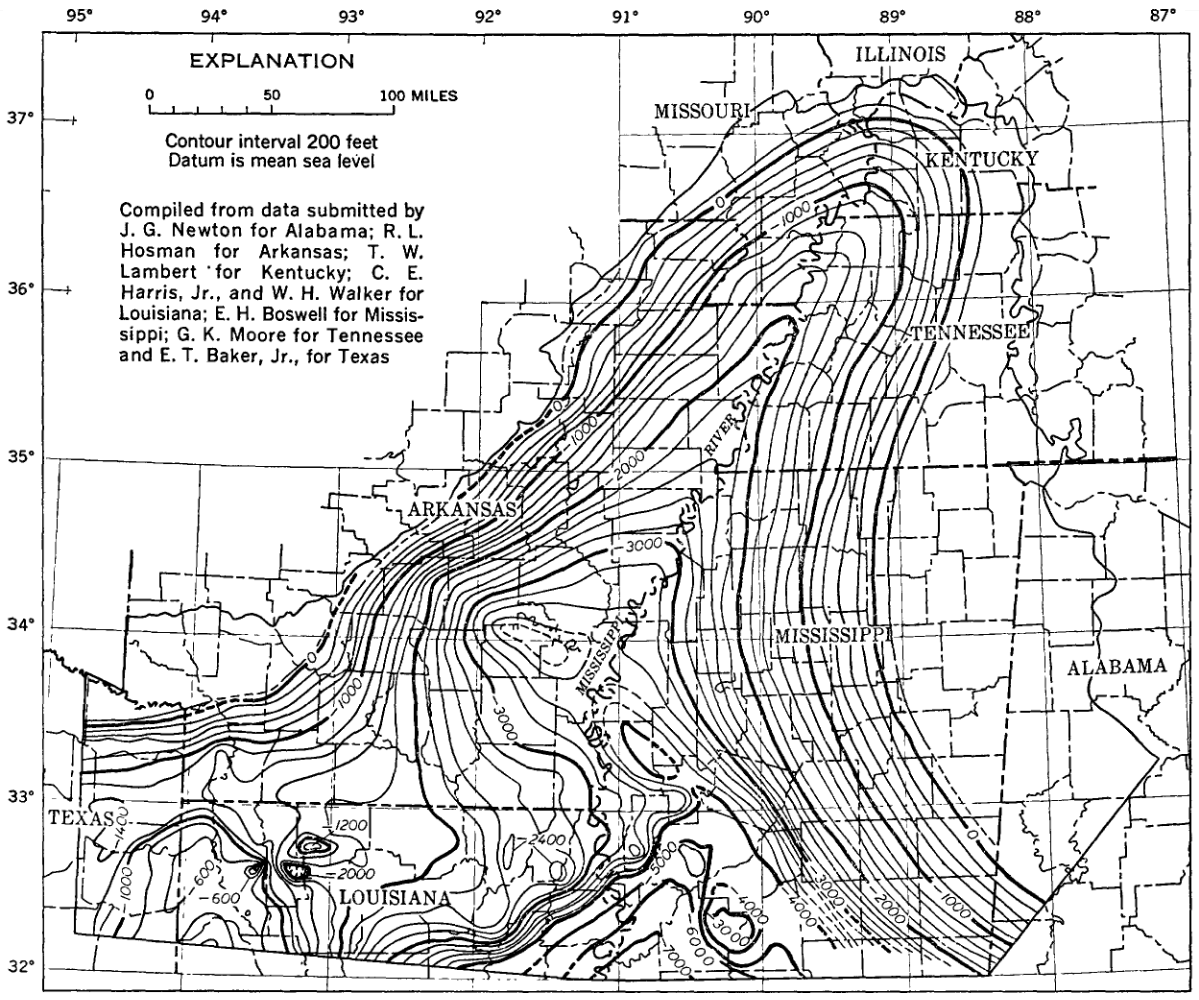